# Liste der Gesamtweltcupsieger der Jugend A im Rennrodeln
Die Liste der Gesamtweltcupsieger der Jugend A im Rennrodeln führt die drei erstplatzierten Rodler bei den seit der Saison 1997/98 ausgetragenen Nachwuchs-Rennserie im Rennrodeln. Sie wird teilweise parallel zur in derselben Saison wieder eingeführten Rennserie der Junioren ausgetragen. Zunächst gab es nur Wettbewerbe für Einsitzer beiderlei Geschlechts, seit 2010/11 auch für Doppelsitzer. Seit der Saison 2018/19 ist der bis dahin zumindest theoretisch beiden Geschlechtern offen gestandene Doppelwettbewerb in einen Wettbewerb für Jungen und einen für Mädchen getrennt. Damit wurde in dieser Altersklasse der Schritt zur Trennung und damit zur Gleichberechtigung der Geschlechter als erstes vollzogen, die Juniorinnen sowie die Seniorinnen folgten 2021/22.
Rodler, die am Weltcup der A-Jugend teilnehmen, müssen (Stand 2020) den folgenden Geburtsjahrgängen angehören:
- Höchstalter im Jahr der Austragung: 18
- Mindestalter im Jahr der Austragung: 15

## Einsitzer weiblich
| Saison    | Siegerin                                 | Zweite                                   | Dritte                                   |
| --------- | ---------------------------------------- | ---------------------------------------- | ---------------------------------------- |
| 1997/98   | Ashley Heyden                            | Anna Tielke                              | Kathrin Maltan                           |
| 1998/99   | Nicole Olivera                           | Sabine Würtenberger                      | Anja Eberhardt                           |
| 1999/2000 | Anja Eberhardt                           | Anja Huber                               | Vika Gatker                              |
| 2000/01   | Heike Kobylka                            | Julia Clukey                             | Steffi Kappen                            |
| 2001/02   | Sindy Linke                              | Samantha Petrossi                        | Steffi Kappen                            |
| 2002/03   | Natalie Geisenberger                     | Megan Sweeney                            | Erin Hamlin                              |
| 2003/04   | Sindy Linke                              | Stefanie Sieger                          | Marlene Pester                           |
| 2004/05   | Anastasia Young                          | Stefanie Sieger                          | Lorena Tröger                            |
| 2005/06   | Vera Schwienbacher                       | Maryna Halajdschjan                      | Caroline Laroche                         |
| 2006/07   | Daniela Schwab                           | Dajana Eitberger                         | Tatjana Iwanowa                          |
| 2007/08   | Andrea Metzenleitner                     | Lea Vanderlinden                         | Deutschland                              |
| 2008/09   | Luzie Löscher                            | Aileen Frisch                            | Deutschland                              |
| 2009/10   | Summer Britcher Jennifer Flintova        | –                                        | Svetlana Tijunova                        |
| 2010/11   | Summer Britcher                          | Ulla Zirne                               | Katrin Ibele                             |
| 2011/12   | Ulla Zirne                               | Theresa Buckley                          | Wiktorija Demtschenko                    |
| 2012/13   | Jessica Tiebel                           | Jenna Megan Spencer                      | Deutschland                              |
| 2013/14   | Svenja Oestreicher                       | Yulija Naumova                           | Natalie Maag                             |
| 2014/15   | Yulija Naumova                           | Kyla Graham                              | Tina Müller                              |
| 2015/16   | Kristina Szamowa                         | Anna Berreiter                           | Tatjana Zwetowa                          |
| 2016/17   | Jessica Degenhardt                       | Carolyn Maxwell                          | Ashley Farquharson                       |
| 2017/18   | Verena Hofer                             | Sophie Gerloff                           | Merle Fräbel                             |
| 2018/19   | Natalie Corless                          | Jelisaweta Jurtschenko                   | Ava Lascombe                             |
| 2019/20   | Jessica Degenhardt                       | Melina Cielaszyk                         | Merle Fräbel                             |
| 2020/21   | aufgrund der COVID-19-Pandemie abgesagt. | aufgrund der COVID-19-Pandemie abgesagt. | aufgrund der COVID-19-Pandemie abgesagt. |
| 2021/22   | Theresa Kirchmair                        | Dorothea Schwarz Selīna Zvilna           | –                                        |

## Einsitzer männlich
| Saison    | Siegerin                                 | Zweite                                   | Dritte                                   |
| --------- | ---------------------------------------- | ---------------------------------------- | ---------------------------------------- |
| 1997/98   | Andrew McConnell David Möller            | –                                        | Patrick Schürer                          |
| 1998/99   | Mike Moffat                              | Wolfgang Linger                          | Patrick Habegger                         |
| 1999/2000 | Jeff Christie                            | Patrick Dietzsch                         | Andreas Graitl                           |
| 2000/01   | Andreas Graitl                           | David Mair                               | Andi Langenhan                           |
| 2001/02   | Thomas Coburger                          | Robert Eschrich                          | Daniel Pfister                           |
| 2002/03   | Peter Fischer                            | Christopher Mazdzer                      | Georg Hölzl                              |
| 2003/04   | Timo Overhageböck                        | Franziskus Schmidt                       | Christopher Mazdzer                      |
| 2004/05   | Christopher Mazdzer                      | Felix Loch                               | Connor O’Neill                           |
| 2005/06   | Daniel Hoellrigl                         | Robert Huerbin                           | Daily Addison                            |
| 2006/07   | Kevin Weihs                              | Ralf Palik                               | Robert Huerbin                           |
| 2007/08   | Ludwig Rieder                            | Tristan Walker                           | Julian von Schleinitz                    |
| 2008/09   | Chris Eißler                             | Dominik Fischnaller Chris Görlitzer      | –                                        |
| 2009/10   | Dominik Fischnaller                      | Kevin Fischnaller                        | Patrick Rastner                          |
| 2010/11   | Riks Rozītis                             | Toni Gräfe                               | Thomas Steu                              |
| 2011/12   | John Fennell                             | Mitchel Malyk                            | Anton Dukatsch                           |
| 2012/13   | Anton Schreiber                          | Riwey Owen Stohr                         | Nico Gleirscher                          |
| 2013/14   | Kirsters Aparjods                        | Nico Gleirscher                          | Theo Gruber                              |
| 2014/15   | Adam Shippit                             | Lucas Geyer                              | Elijah Pedriani                          |
| 2015/16   | Fabian Malleier                          | Bastian Schulte                          | Paul-Lukas Heider                        |
| 2016/17   | Lukas Gufler                             | Aleksandr Dmitriev                       | Thomas Jaensch                           |
| 2017/18   | Florian Müller                           | Matwei Perestoronin                      | Juri Gatt                                |
| 2018/19   | Gints Bērziņš                            | Marián Skupek                            | Pawel Repilow                            |
| 2019/20   | Gints Bērziņš Timon Grancagnolo          | –                                        | Matthew Greiner                          |
| 2020/21   | aufgrund der COVID-19-Pandemie abgesagt. | aufgrund der COVID-19-Pandemie abgesagt. | aufgrund der COVID-19-Pandemie abgesagt. |
| 2021/22   | Fabio Zauser                             | Marcus Mueller                           | Lukas Peccei                             |

## Doppelsitzer weiblich
| Saison  | Siegerin                                        | Zweite                                          | Dritte                                     |
| ------- | ----------------------------------------------- | ----------------------------------------------- | ------------------------------------------ |
| 2018/19 | KanadaCaitlin Nash Natalie Corless              | DeutschlandJessica Degenhardt Vanessa Schneider | TschechienMarkéta Nováková Anna Vejdělková |
| 2019/20 | DeutschlandJessica Degenhardt Vanessa Schneider | DeutschlandLuisa Romanenko Pauline Patz         | ÖsterreichSelina Egle Lara Kipp            |
| 2020/21 | aufgrund der COVID-19-Pandemie abgesagt.        | aufgrund der COVID-19-Pandemie abgesagt.        | aufgrund der COVID-19-Pandemie abgesagt.   |
| 2021/22 | ÖsterreichLisa Zimmermann Dorothea Schwarz      | LettlandMarta Robežniece Kitija Bogdanova       | TschechienMarkéta Nováková Anna Vejdělková |

## Doppelsitzer / Doppelsitzer männlich
| Saison  | Siegerin                                        | Zweite                                          | Dritte                                            |
| ------- | ----------------------------------------------- | ----------------------------------------------- | ------------------------------------------------- |
| 2010/11 | RusslandRostislaw Bednow Roman Osipenko         | RusslandJuri Kalinin Sergei Beljajew            | DeutschlandSteve Cibelius Andreas Wolf            |
| 2011/12 | KasachstanStanislaw Malzew Oleg Faschutdinow    | UkraineAnton Dukatsch Pavlo Ternovyy            | DeutschlandPhilip Srokos Felix Lasch              |
| 2012/13 | SlowakeiJakub Šimoňák Patrik Pfeifer            | DeutschlandNico Semmler Johannes Pfeiffer       | Vereinigte StaatenJustin Krewson Tristan Jeskanen |
| 2013/14 | RusslandDaniil Lebedew Jewgienij Permiakow      | UkraineAndrij Lyssezkyj Myroslaw Lewkowytsch    | DeutschlandFelix Lasch Maximilian Illmann         |
| 2014/15 | KanadaMat Riddle Reid Watts                     | KanadaEvan Wildman Heath Karpyshyn              | RumänienMarian Gîtlan Flavius Crăciun             |
| 2015/16 | ItalienFelix Schwarz Lukas Gufler               | RusslandAndrey Shander Semen Mikov              | DeutschlandTobias Heinze Maximilian Illmann       |
| 2016/17 | Vereinigte StaatenDana Kellogg Duncan Segger    | DeutschlandHendrik Seibert Calvin Meister       | RusslandDmitry Buchnev Daniil Kilseev             |
| 2017/18 | ÖsterreichJuri Gatt Riccardo Schöpf             | RusslandMichail Karnauchow Juri Tschirwa        | DeutschlandHenrik Altenhoff Matteo Oberließen     |
| 2018/19 | RusslandMichail Karnauchow Juri Tschirwa        | RumänienTudor-Ștefan Handaric Alexandru Ailenei | KanadaDevin Wardrope Thomas Fassnidge             |
| 2019/20 | RusslandMichail Karnauchow Juri Tschirwa        | LettlandKaspars Rinks Ardis Liepiņš             | PolenKacper Imiołek Łukasz Maćkała                |
| 2020/21 | aufgrund der COVID-19-Pandemie abgesagt.        | aufgrund der COVID-19-Pandemie abgesagt.        | aufgrund der COVID-19-Pandemie abgesagt.          |
| 2021/22 | Vereinigte StaatenMarcus Mueller Ansel Haugsjaa | RusslandSergej Zacharov Ilja Gorjainov          | DeutschlandPaul Kunze Max Trippner                |